# Observatoire d'Ondřejov
L'observatoire d'Ondřejov (en tchèque : Observatoř Ondřejov) est un observatoire astronomique de l'Institut astronomique (en) de l'Académie tchèque des sciences. Il est situé dans la commune d'Ondřejov, à 33 km au sud-est du centre de Prague.
En 2008, l'observatoire fêtait ses 110 ans.